# Simon Frankhauser
Simon Frankhauser es un deportista suizo que compitió en tiro con arco, en la modalidad de arco compuesto. Ganó una medalla de bronce en el Campeonato Mundial de Tiro con Arco en Sala de 1997 y dos medallas en el Campeonato Europeo de Tiro con Arco en Sala, plata en 2000 y bronce en 2002.

## Palmarés internacional
| Campeonato Mundial en Sala | Campeonato Mundial en Sala | Campeonato Mundial en Sala | Campeonato Mundial en Sala |
| Año                        | Lugar                      | Medalla                    | Prueba                     |
| -------------------------- | -------------------------- | -------------------------- | -------------------------- |
| 1997                       | Estambul (Turquía)         | Medalla de bronce          | Equipo                     |
| Campeonato Europeo en Sala |                            |                            |                            |
| Año                        | Lugar                      | Medalla                    | Prueba                     |
| 2000                       | Spała (Polonia)            | Medalla de plata           | Equipo                     |
| 2002                       | Ankara (Turquía)           | Medalla de bronce          | Individual                 |